# グレート・ウェスタン鉄道4073形蒸気機関車

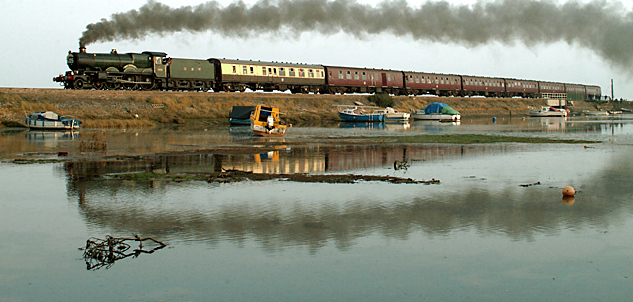
アール・バサースト

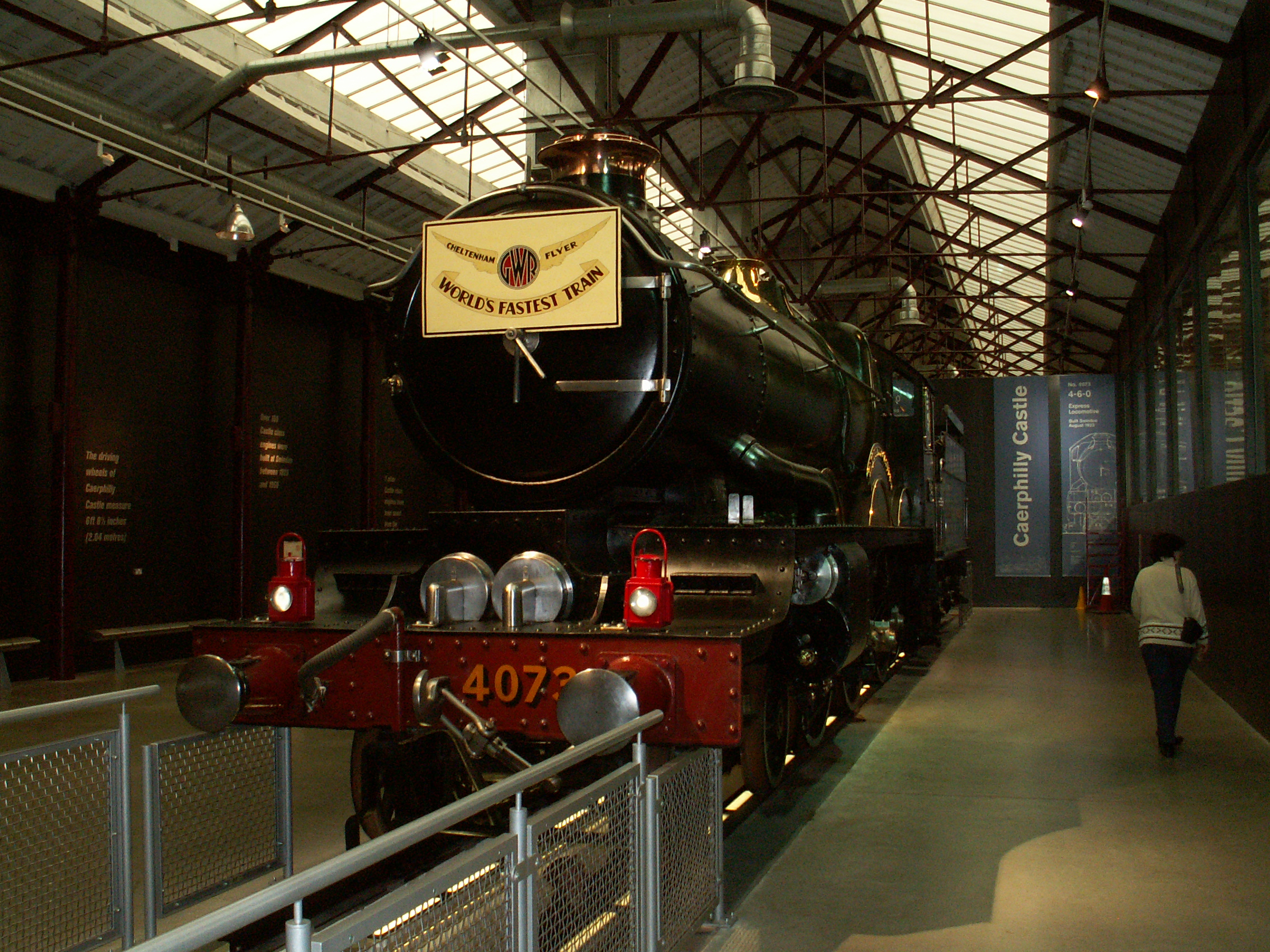
ケアフィリー・カースル

グレート・ウェスタン鉄道4073形蒸気機関車（GWR 4073 Class）は、イギリスのグレート・ウェスタン鉄道で使用された蒸気機関車。車両名に城の名前が多く用いられた事からカースル級ないしはキャッスル級とも呼ばれる。チャーチワード設計の4000形を改設計したもので、本形式最初の設計図は、赤インクで変更されたスター級の図面だった。また後にスター級から15両が本級に編入改造されている。新製当時英国で最も強力な急行旅客機関車として知らされ、スター級よりも約10％強力だった。
カースル級は、城にちなんで名付けられた2番目の機関車であった。

## 概要
4000形（スター級）の改良増備車として、本線旅客列車の輸送力増強を可能とするより強力な機関車を、というGWR首脳陣の求めに応じて1923年に当時のGWR技師長（Chief Mechanic Engineer：CME）であった、チャールズ・コレット（在任期間：1922年 - 1941年）の手によって設計された。
強力かつ高速運転が可能で、しかもGWRの軌道条件に良く適合したため、1923年8月から 国有化後の1950年8月までの28年間に合計155両が量産された。

## 設計
その設計思想は先代CMEであるジョージ・チャーチウォード（在任期間：1902年 - 1922年）が手がけた2900形（セント級）以来のGWR標準型蒸気機関車群のそれを継承している。
板台枠による台枠や軸配置、軸距、それにシリンダ配置などの基本設計はスター級のそれに従うが、GWR主要各線の軌道強化の進捗に合わせて最大軸重が18.5tから20tに引き上げられたのを受けて、ボイラーはより強力かつ大型で軽量の8号型（Type No.8）が新設計され、これに合わせて主台枠後部が延長されている。
この8号型は使用圧力こそセント級に搭載されていた1号型（Type No.1）と同じ1平方インチ当たり225ポンドのままであったが、その一方でベルペア式の火室は大型化されて火格子面積が27.07平方フィートから29.36平方フィートに増積されており、これによってボイラーの蒸気発生量の増大を実現している。
またこの蒸気発生量増大に伴い、それを受け止める鋳鋼製シリンダブロックも設計変更され、シリンダー直径が15インチ×26インチ (381 mm×660 mm) から16インチ×26インチ (406 mm×660 mm)に拡大されており、スター級の足回りの優れた基本設計を生かしつつ、軸重上限20tの範囲で最大性能を得られるようにリファインされている。
ただし弁装置はスター級の設計を踏襲しており、内側2気筒をワルシャート式弁装置で駆動、左右それぞれの弁装置に連動するロッキングレバーを介して位相差を持たせることで外側2気筒の弁を開閉させ駆動する仕組みによる単式4気筒となっている。
本級の搭載したType.No.8ボイラーの火格子面積は同時代の他国の蒸気機関車と比較するとそれほど大きくはないが、蒸気発生量などの性能面では決して見劣りしなかった。
事実、後述するように当時ライバルと目されていた、ロンドン・アンド・ノース・イースタン鉄道（LNER）の広火室付きパシフィック機であるA1形と交換の上で比較試験を行われた際には、LNER線上で通常使用時よりも低質炭（とはいえ世界的に見れば決して低質ではない）が用いられたにもかかわらず広火室ボイラーを備えるパシフィック機であるA1クラスを上回る高性能と低燃費を記録し、燃焼効率の非常に優れたウェールズ産高カロリー炭を燃料として使用していることが本形式の高性能の主因である（＝使用される石炭の品質差の問題であって自分たちの機関車設計技術が劣っている訳ではない）と主張していたLNER側技術陣、特に同社CMEであったナイジェル・グレズリーに大きな衝撃を与えた。
ただし、本級が当時他国やLNERなど他のイギリスの鉄道各社が導入していたボイラの広火室化と従台車追加による軸配置のパシフィック（4-6-2あるいは2C1）への変更を実施せず、あえて狭火室のボイラーを搭載するテンホイラー（4-6-0あるいは2C）とされた背景に、この高火力炭の使用を前提とした狭火室設計で所要の性能が確保できたことがあったのも事実である。
こうした事情もあり、本級の1926年までに製造された初期グループに連結されたテンダーは、7ロングトン(7.1t)の石炭と3,500英ガロン(16,000リットル)の水を搭載する標準的な設計のものだったが、その平均石炭消費量は同時代の英国国内の各鉄道で最も低いものの1つだったため、以後のものでは搭載炭量6ロングトン(6.1t)、搭載水量4,000英ガロン(18,000リットル)に標準テンダーの設計が変更されている。
なお、運転台はスター級より大型化しており、側窓付きとなっている。本級が装備した側窓付きの広々としたキャブは多くのGWRの広告で喧伝された。

## 製造
カースル級は戦後1948年の鉄道国有化後、中断を挟んで1950年まで27年に渡って製造が続けられ、Nos.4073-5082・5093-5099・7000-7037の合計155両がグレートウェスタン鉄道自社の(そして国有化後は英国国鉄の)スウィンドン工場で新造されている。これは、英国の他のどのクラスの急行旅客機よりも長い期間である。また、それとは別に16両が改造によって他形式から編入されているため、本級の総数は171両となる。
16両の改造車の内訳は1両はスター級を基本として1908年に試作された No.111“グレート・ベア (The Great Bear、大熊座)”からの改造で、残り15両がスター級からの改造で、1925年から1929年にかけて、まず5両(Nos.4000・4009・4016・4032)がカースル級へ改造された。続いて1937年から1940年にかけて、Nos.4063-4072もカースル級へ改造編入され、こちらのグループは改造時にNos.5083-5092へ改番されたが、各車に与えられていた固有名は元のまま保持されていた。
No.5023“ブレコン・カースル”以降のバッチ(ロット295)で初めて重要な改善が行われた。
スウィンドン工場では、他の多くの鉄道会社と同様に、フレーム、シリンダー、車軸ボックスガイド間の機関車の位置合わせは、ワイヤー、トランメル、センタープロップを使用して行われていた。機関車の性能と信頼性はこの精度に大きく依存するため、ドイツ国営鉄道はツァイスの光学調整装置の使用を開始していたが、GWRでは機関車に設計変更を加えた後、すべての新しい建造物と機関車の修理にこれが導入され使用された。さらに、これによって実現した高精度な寸法により、バルブギアの公差は、新品の場合は最小値まで大幅に減少する可能性があった。この文脈では、No.5030“シャーバーン・カースル”がボイラーを主台枠から取り外すまでに420,000マイルの運転を完了したことは注目に値する。以前は±0.010インチの精度内に維持されていた部品寸法は、その後プラスマイナス0.002インチ以内に変更された。
1935年5月落成のNo.5033(ロット296)では、初めて速度計が取り付けられた。
1927年には、本形式の基本構造を踏襲したより大型・大重量の単式4気筒機関車である6000形（キング級）が設計され、主要幹線に投入が開始されたが、こちらは大軸重ゆえに軌道負担が大きく、入線可能路線に制約が生じたため、同級と並行して汎用性に優れ、しかも燃費の良いカースル級の製造が継続された。
GWR社が国有化され英国鉄道西部局に改組されてからも数年間は、スウィンドン工場において年間10両前後のペースでカースル級の生産が続けられた。本級のラストナンバーであるNo.7037“スウィンドン”が1950年8月に完成し、本級の生産は終了した。

## 影響・記録
本級は、イギリスでこれまでに建設された機関車の中で最も成功したものの1つであり、新造車と改造編入車を合わせた総数は171両に達し、他の3つの主要鉄道会社の機関車設計に大きな影響を与えた。
まず本級のトップナンバーであるNo.4073は、1924年にウェンブリーで開催された大英帝国博覧会に出展され、LNERが出展した同社の最新鋭旅客列車牽引用パシフィック機であるA1クラス No.4472“フライングスコッツマン”の隣に展示された。
この際GWR社は自社の機関車がより大きなライバルであるLNER社の機関車よりも強力であると宣言、更にGWRゼネラルマネージャーのサー・フェリックス・ポールは、 LNER南部地域ゼネラルマネージャーのアレクサンダー・ウィルソンに、交換協定を通じて2種類の機関車の試験運転を行うよう提案、両級は機関車性能を比較するため互いに交換しての性能試験が行われることになった。
これらの試験は1925年4月に始まり、それぞれGWRカースル級 No.4079“ペンデニス・カースル (Pendennis Castle)”とLNER A1クラス No.4474“ビクター・ワイルド (Victor Wild)”が両社を代表して比較試験に参加することになった。試験初日の朝、“ペンデニス・カースル”はLNERイースト・コースト本線のキングスクロスからドンカスターまで480トンの列車を運行することになっており、LNERの関係者は、難所として知られたホロウェイバンクを登る際に問題が発生すると予想していた。しかし、鉄道作家のセシル・J・アレンは、GWRの機関車がキングスクロスからフィンズベリーパークまで、彼がそれまで記録したどのLNERパシフィック機よりも早く出発したと記録している。彼が記録したLNERパシフィック機との比較試験の間を通して“ペンデニス・カースル”は定刻内で運行され、しかも炭水消費量が少なく、LNERの誇りをかなり傷つけた。
一方LNER“ビクター・ワイルド”はGWRのコーニッシュ・リヴィエラ・エクスプレス運用でNo.4074“カルディコット・カースル (Caldicot Castle)”との比較試験に臨んだ。その試験運用において“ビクター・ワイルド”は定時運転を維持したが、パシフィック機の長い固定軸距はグレート・ウェスタン本線などの経路上の多くの曲線区間での高速運転に適していないことが判った。ここでもGWRは勝利し、“カルディコット・カースル”はより少ない燃料消費量で、しかも常に定刻よりも早く目的地に到着した。これは、試験の最後の2日間で往復両方向のダイヤで所用時分を15分短縮したことで示された。試験後、LNER A1クラスは、比較試験の過程で学んだ教訓を考慮し本級をはじめとするGWRテンホイラーと同様のロングラップトラベルに弁装置の設計が変更された。
次に1926年にNo.5000“ローンセストン・キャッスル”の貸し出しを受けロンドンとカーライルの間で試験走行を行ったロンドン・ミッドランド・アンド・スコティッシュ鉄道（LMS）への影響は大きかった。LMSは最終的に、チャールズ・コレットの部下として本級の設計に携わった当時GWRスウィンドン工場長のウィリアム・スタニアー (William Stanier) を自社に招聘、新しい主任機械技師に採用することで本級をはじめとするGWRテンホイラーの設計ノウハウを入手することに成功、以後キング級を基本にNo.111“グレート・ベア”の従台車回りの設計を組み合わせることでLMSプリンセス・ロイヤル級パシフィック機に始まる新しい急行旅客機シリーズの開発につながった。

## 運用
カースル級の最低走行距離は、1950年8月から1964年6月の間にNo.7035“オグモア・カースル”の580,346マイルであり、カースル級として新造された個体の最高走行距離は、No.4080“パウダーハム・カースル”が記録した40年5か月で合計1,974,461マイル、GWR本級全体での最高走行距離を記録したのは、スター級の“クイーン・フィリッパ”から改造編入されたNo.4037“サウスウェールズ・ボーダーズ”だった。この機関車は、1962年9月にスター級出自の機関車として最後に廃車され、ニューポートのキャッシュモアズにスクラップとして販売されるまで、合計51年8か月で2,429,722マイルを走破したとされている。

### 第二次世界大戦前
カースル級は1930年代にロンドンのパディントン－チェルトナム・スパ間の急行列車「チェルトナム・スパ・エクスプレス」（通称：チェルトナム・フライヤー）に使用された。1932年6月6日にはNo.5006“トレゲナ・カースル (Tregenna Castle)”の牽引する同列車がスウィンドンからパディントンまでの77.25マイル(124km)の区間で通常は65分で走破するところを56分47秒で走り切って平均時速81.68mph(131.45km/h)を記録し、当時の蒸気機関車に牽引される列車の世界最高速度記録を更新した。この世界記録は驚くべき偉業と広く見なされていたが、これはGWRによって組織された段階的な走行であり、当日のカースル級の牽引定数は通常の最軽量負荷より34トン少ない186トンだった。チェルトナム・フライヤーのスピードアップは、フェリックス・ポール卿が1929年にGWRゼネラルマネージャーを引退する前に行った最後の行為の1つだった。7月からのダイヤ改正で、同列車はスウィンドンとパディントンの間の77.3マイルを70分で走破する予定だった。同列車は通常カースル級牽引で運転されていたが、一般的には250トン以下と比較的軽い負荷だった。チェルトナムフライヤーは、スウィンドンからパディントンまでのやや下り坂でよく保守された軌道を走行した。GWRはまた、他の列車からの干渉･制限なしに長いセクションを走破することが保証されるように設計された、速達列車用の特別な優先信号装置を持っていた。

### 第二次世界大戦後
本来ならば後継となるべきであった1000形（カウンティ級）の不振から、本形式は量産が再開されたが、その最後期製造グループについてはコレットの後任となったフレデリック・ホークスワース（在任期間：1941年-1947年）らの手によって改良が加えられ、Type No.8ボイラーに高度な過熱技術を導入、その結果、水消費量の節減を実現した。1956年からは一部の機関車の煙突が前後タンデム配置の二重煙突へ改造され、従来より大きな過熱器と組み合わせることで、蒸気発生量の増大が図られ、高速性能を維持する能力がさらに向上した。1958年には二重煙突と4列過熱器を備えたNo.7018“ドライスルウィン・カースル (Drysllwyn Castle)”が“ブリストリアン・エクスプレス”の運用においてリトルサマーフォードで時速100マイルを記録している。
それはホークスワースが先に手がけた、前述のカウンティ級や6959形（改ホール級）の開発成果を取り入れたものであり、基本設計は変えずにテンダーの全溶接構造化、通風力増大を目的とした二本煙突化、そして過熱管の増強・改良など、当時の社会情勢や技術の進展を反映した設計変更が実施されている。

## 改造
本級のNo.5005“マナービア・カースル (Manorbier Castle)”は折からの流線型ブームの影響で1935年にフェアリングの取り付けが実施され部分的に流線型化されたが、1937年から1947年までに原形に復元された。

## 固有名の振り替えと改名
本形式は固有名の変更がしばしば行われた。No.4082“ウィンザー・カースル (Windsor Castle)”とNo.7013“ブリストル・カースル (Bristol Castle)”は1952年2月に固有名と番号を交換した。元のNo.4082はかつて1924年にスウィンドンへの訪問の際、ジョージ5世がスウィンドン工場からスウィンドン駅まで同機を運転した経緯があり、更に1936年のジョージ5世の崩御の際の国葬においてはロンドン・パディントン駅からウィンザー・アンド・イートン駅までその葬送列車の牽引機に指名された実績もあって、実質的に英国王室専用機と見なされていた。。そのためNo.4082は1952年のジョージ6世の国葬の際にもロンドンからウィンザーまで故ジョージ6世の葬列を牽引するのに適した機関車であると考えられたが、残念ながら同機は当時スウィンドンで修理中であり、時間内に準備することができなかった。したがって、その葬送列車牽引機として指定されたNo.7013はNo.4082と番号および固有名を交換、以後2台の機関車は新しい番号と固有名を廃車まで保った。
他の変更の中にはNo.7007があり、これはGWRによって製造された最後の旅客用高速蒸気機関車であったため“グレート・ウェスタン(Great Western)”と改名された。
本形式の廃車は1950年代に開始され、最後まで残ったNo.7029“クラン・カースル”が1965年に廃車されて形式消滅となった。

## スター級からの編入車一覧
スター級からの編入車は下記の通り。
- No.100“A1・ロイズ (A1 Lloyds)” - 旧No.4009“シューティング・スター (Shooting Star)”
- No.4000 “ノース・スター (North Star）”
- No.4016 “ザ・サマーセット・ライト・インファントリー (The Somerset Light Infantry)”
- No.4032 “クイーン・アレクサンドラ (Queen Alexandra)”
- No.4037 “ザ・サウス・ウェールズ・ボーダラーズ (The South Wales Borderers)”
- No.5083 “バース・アビー (Bath Abbey)” - 旧No.4063
- No.5084 “レディング・アビー (Reading Abbey)” - 旧No.4064
- No.5085 “イヴシャム・アビー (Evesham Abbey)” - 旧No.4065
- No.5086 “ヴァイカント・ホーン (Viscount Horne)” - 旧No.4066
- No.5087 “ティンターン・アビー (Tintern Abbey)” - 旧No.4067
- No.5088 “ランソニー・アビー (lanthony Abbey)” - 旧No.4068
- No.5089 “ウェストミンスター・アビー (Westminster Abbey)” - 旧No.4069
- No.5090 “ニース・アビー (Neath Abbey)” - 旧No.4070
- No.5091 “クリーヴ・アビー (Cleeve Abbey)” - 旧No.4071
- No.5092 “トレスコ・アビー (Tresco Abbey)” - 旧No.4072

これらはNo.100からNo.4037までが1920年代後半に、それ以降は1937年から1940年にかけて、それぞれスウィンドン工場でボイラおよびシリンダブロックを交換の上で編入された。

## 保存車
現在、下記の8両が保存されている。
- No.4073 “ケアフィリー・カースル (Caerphilly Castle)”
- No.4079 “ペンデニス・カースル (Pendennis Castle)”
- No.5029 “ナニー・カースル (Nunney Castle)”
- No.5043 “アール・オブ・マウント・エッジカム (Earl of Mount Edgcumbe)”
- No.5051 “アール・バサースト (Earl Bathurst)”
- No.5080 “デファイアント (Defiant)”
- No.7027 “ソーンベリ・カースル (Thornbury Castle)”
- No.7029 “クラン・カースル (Clun Castle)”